# CRぱちんこAKB48
CRぱちんこAKB48（シーアールぱちんこエーケービーフォーティエイト）は、京楽産業.から2012年8月に発売されたパチンコ機である。
ここでは、2014年発売のCRぱちんこAKB48 バラの儀式（シーアールぱちんこエーケービーフォーティエイト バラのぎしき）、派生バージョンのCRぱちんこAKB48 バラの儀式 Sweet まゆゆVersionについても解説する。

## 概要
京楽産業.からは、過去にもAKB48メンバーが出演するパチンコ機（CRびっくりぱちんこ銭形平次withチームZ・CRびっくりぱちんこスケバン刑事・CRぱちんこ必殺仕事人IV）が発売されているが、AKB48が演出の中心となったのは本作品が初めてとなる。
2014年6月18日には、続編となるCRぱちんこAKB48 バラの儀式が始動すると発表され、新たにNMB48から山本彩・渡辺美優紀が参加した。
また機種スペックにおいては、2009年の内規改定で一旦規制されたものの2012年の内規改定で一定の条件のもとに規制が解除された、CR牙狼タイプの旧1種・2種混合機としての復活1号機となる。
一部、楽曲のプロモーションビデオ演出で、脱退したメンバー、または18歳未満の者は肖像権などの関係でボカシ処理がされている。

## 特徴
推しメン選択機能
チャンスボタン操作で、チームサプライズメンバーの中から「推しメン（自分が「推し」ている「メン」バーの略）」を選択。それによってS図柄（「SURPRISE」の頭文字）が推しメンになる、チャンス予告で推しメンが予告をしてくれるなどの演出が変わる。
リアルタイムクロック機能（RTC機能）
パチンコ機内の時計に連動、1時間に1回すべてのCRぱちんこAKB48で一斉に同一の演出を表示する機能。
この演出では、CRぱちんこAKB48のために書き下ろされたオリジナル楽曲のライブ「重力シンパシー公演」が流される。曲目は全12曲で、設置から1週間ごとに1曲ずつ解放されていく。メイン液晶パネル上部中央の小型液晶パネルに、ライブが始まるまでの残り時間が表示される。この重力シンパシー公演の楽曲が流れている間でも通常のパチンコが行われ、画面下中央に抽選デジタルが表示される。リーチ中にライブが始まる、大当たり表示、大当たり終了後の京楽のロゴ表示などではこちらが優先され、その間の重力シンパシー公演は、メイン液晶画面の左下のミニウィンドウで表示される。

## 図柄
16人のチームサプライズのメンバーが各図柄のモチーフとなっている。そのためか、図柄が17種類と多い。チームサプライズは2012年7月12日の新機種発表会でライブを行った。所属チームは2012年4月現在のものである。
また、バラの儀式の方では、2014年6月18日の新機種発表会でライブを行った。

### 初代
| 図柄 | 文字色 | 人物             | 所属 !! 備考  |                                           |
| ---- | ------ | ---------------- | ------------- | ----------------------------------------- |
| 1    | 緑     | 渡辺麻友         | チームB       |                                           |
| 2    | 青     | 宮澤佐江         | チームK       |                                           |
| 3    | 赤     | 大島優子         | チームK       | 揃えばMUSIC RUSH確定（推しメンROUND対応） |
| 4    | 青     | 島崎遥香         | チーム4       |                                           |
| 5    | 緑     | 篠田麻里子       | チームA       |                                           |
| 6    | 青     | 高城亜樹         | チームA       |                                           |
| 7    | 赤     | 前田敦子         | チームA       | 揃えばMUSIC RUSH確定（推しメンROUND対応） |
| 8    | 青     | 北原里英         | チームB       |                                           |
| 9    | 緑     | 松井玲奈         | SKE48 チームS |                                           |
| 10   | 青     | 峯岸みなみ       | チームK       |                                           |
| 11   | 緑     | 指原莉乃         | チームA       |                                           |
| 12   | 青     | 横山由依         | チームK       |                                           |
| A    | ピンク | 小嶋陽菜         | チームA       |                                           |
| K    | ピンク | 板野友美         | チームK       |                                           |
| B    | ピンク | 柏木由紀         | チームB       |                                           |
| 48   | 赤     | 高橋みなみ       | チームA       | 揃えばMUSIC RUSH確定（推しメンROUND対応） |
| S    | 金     | 選択した推しメン |               | 揃えばMUSIC RUSH確定（推しメンROUND対応） |

### バラの儀式
SweetまゆゆVersionも同一となっている。
| 図柄 | 文字色 | 人物             | 所属                          | 備考                                                                        |
| ---- | ------ | ---------------- | ----------------------------- | --------------------------------------------------------------------------- |
| 1    | 緑     | 島崎遥香         | チームA                       | 4図柄から昇格                                                               |
| 2    | 青     | 渡辺美優紀       | NMB48 チームBII SKE48 チームS | 追加メンバー                                                                |
| 3    | 赤     | 渡辺麻友         | チームB                       | 1図柄から昇格 揃えばMUSIC RUSH確定（MUSIC RUSH BONUS対応）                  |
| 4    | 青     | 山本彩           | NMB48 チームN AKB48 チームK   | 追加メンバー                                                                |
| 5    | 緑     | 小嶋陽菜         | チームA                       | A図柄から降格                                                               |
| 6    | 青     | 高城亜樹         | チームB                       |                                                                             |
| 7    | 赤     | 大島優子         | チームK                       | 発表時すでに卒業 3図柄から移動 揃えばMUSIC RUSH確定（MUSIC RUSH BONUS対応） |
| 8    | 青     | 北原里英         | チームK                       |                                                                             |
| 9    | 緑     | 松井玲奈         | SKE48 チームE                 |                                                                             |
| 10   | 青     | 峯岸みなみ       | チーム4                       |                                                                             |
| 11   | 緑     | 指原莉乃         | HKT48 チームH                 |                                                                             |
| 12   | 青     | 横山由依         | チームK                       |                                                                             |
| A    | ピンク | 篠田麻里子       | チームA                       | 発表時すでに卒業 5図柄から昇格                                              |
| K    | ピンク | 板野友美         | チームK                       | 発表時すでに卒業                                                            |
| B    | ピンク | 柏木由紀         | AKB48 チームB NMB48 チームN   |                                                                             |
| 48   | 赤     | 高橋みなみ       | チームA                       | 揃えばMUSIC RUSH確定（MUSIC RUSH BONUS対応）                                |
| S    | 金     | 選択した推しメン |                               | 揃えばMUSIC RUSH確定（MUSIC RUSH BONUS対応）                                |

## スペック
CRぱちんこAKB48V8
- 大当たり確率：約1/199
- 賞球数：3&10&14
- 大当たりラウンド・カウント数：最大16ラウンド[注釈 3] ・10カウント
- 確率変動：非搭載
- 電サポ（電チューサポート）：特定条件の大当たり終了後100回転（MUSIC RUSH　以下「MR」）
- 大当たり振り分け

(1)（ヘソ入賞球抽選時）※MR中のヘソ抽選はラウンド数は同様だが、電サポの有無は異なるため、実質4ラウンド（出玉あり・電サポなし）、実質8ラウンド（出玉あり・電サポあり）もある。
- - 実質0ラウンド（出玉なし・電サポあり）- 13% …通常時のMUSIC RUSH CHALLENGE成功時
  - 実質4ラウンド（出玉あり・電サポあり）- 37%
  - 実質8ラウンド（出玉あり・電サポなし）- 50%

(2)（電チュー入賞抽選時）※電チュー直撃大当たり・役物大当たりとも同数値
- - 実質15ラウンド（出玉あり・電サポあり）- 50%
  - 実質4ラウンド（出玉あり・電サポあり）- 22%
  - 実質8ラウンド（出玉あり・電サポなし）- 28%

　ただし、通常時に電チュー入賞で直撃大当り・役物大当りをすると、実質15ラウンドを手に入れることができるが、MUSIC RUSH突入確定ではない。
- +MUSIC RUSH+
  - 特定条件の大当たり終了後100回転 右打ちの電サポに突入。
  - MR中は電チュー（盤面中央下のミニアタッカー）に玉が入る度にヘソ入賞時と同じ約1/199で抽選が行われ、当選すれば直撃大当たりとなる。
  - 電チュー抽選で直撃大当たりとならなかった場合、高確率で盤面右側役物の羽根が1回開放する。この時に役物内のVゾーンに入賞すれば大当たりとなる。
  - ごく稀に電チュー抽選で直撃抽選にも羽根開放抽選にも漏れる場合があり、この場合はハズレとなり羽根は開放されない。
  - なお電チュー入賞時も液晶画面左上で図柄が変動し、直撃大当たりの時には液晶図柄が3つ揃う。
  - 参考までに盤面右側の役物部分には星印のランプが3つ縦に並んでおり、電チュー入賞時に中段（赤色）と下段（緑色）のランプが交互に点滅を開始する。直撃大当たりの場合は中段のランプが、羽根開放時には下段のランプが点灯するが、ハズレの場合はどちらも消灯する（ちなみに上段の赤色のランプはアタッカー上のヘソ入賞時に点滅し、大当たりになるとランプが点灯する）。
  - ただしMR中のヘソ抽選で大当たりとなる場合（主にMR突入後のヘソ保留が残っている間に大当り抽選に当選している場合）に、実質4ラウンドでアンコールモード突入（出玉あり・電サポなし）となる場合があるが、反対に実質8ラウンドでMUSIC RUSH突入（出玉あり・電サポあり）となる場合もある[注釈 4]。

## 公演

### 重力シンパシー公演
2012年版のチームサプライズの公演。書き下ろしされた全12曲が、毎週1曲ずつ解禁され、シングルカット。レコーディングとミュージック・ビデオの撮影は、2011年12月1日以降に行われた。CDの裏ジャケットを組み合わせると、1枚の集合写真になる。CDには「パチンコホールVer.」と「一般販売Ver.」があり、それぞれジャケット及び封入されている生写真の絵柄が違い、販売方法も「パチンコホールVer.」は、パチンコの景品、SUNSHINE SAKAE NETSHOP、及び一部のAKB48 SHOPで、「一般販売Ver.」は、専用WEBサイトから購入できる。
曲が解禁されると、解禁した曲の舞台の通常変動が週ごとに増え、全曲解禁以降は公演順にステージが移行となる（ただし、推しメンモード、アニメモードを除く）。

#### 公演曲
| 公演 | 公演曲                 | 参加メンバー                       | センター   | 作詞   | 作曲         | 編曲           | 公演日程                  | リリース日     |
| ---- | ---------------------- | ---------------------------------- | ---------- | ------ | ------------ | -------------- | ------------------------- | -------------- |
| M1   | 重力シンパシー         | 全員                               | 前田       | 秋元康 | 原田ナオ     | 原田ナオ       | 導入日 - 2012年9月7日     | 2012年9月12日  |
| M2   | 水曜日のアリス         | 峯岸、渡辺、島崎、松井、指原       | 渡辺       | 秋元康 | 春行         | 野中“まさ”雄一 | 2012年9月8日 - 9月14日    | 2012年9月12日  |
| M3   | そのままで             | 高城、板野、横山                   | 板野       | 秋元康 | 上田起士     | 上田起士       | 2012年9月15日 - 9月21日   | 2012年9月19日  |
| M4   | 涙に沈む太陽           | 篠田、宮澤、柏木                   | 柏木       | 秋元康 | 石川烈       | 増田武史       | 2012年9月22日 - 9月28日   | 2012年9月26日  |
| M5   | 君のC/W                | 高城、渡辺、島崎                   | 渡辺       | 秋元康 | 重永亮介     | 重永亮介       | 2012年9月29日 - 10月5日   | 2012年10月3日  |
| M6   | 1994年の雷鳴           | 小嶋、篠田、高橋、板野、大島       | 大島       | 秋元康 | すみだしんや | 山田高弘       | 2012年10月6日 - 10月12日  | 2012年10月10日 |
| M7   | 思い出す度につらくなる | 小嶋、前田                         | なし       | 秋元康 | 春行         | 野中“まさ”雄一 | 2012年10月13日 - 10月19日 | 2012年10月17日 |
| M8   | お手上げララバイ       | 高橋                               | なし       | 秋元康 | 横健介       | 野中“まさ”雄一 | 2012年10月20日 - 10月26日 | 2012年10月24日 |
| M9   | キンモクセイ           | 前田、大島、柏木                   | 前田       | 秋元康 | POSSIBILITY  | 島崎貴光       | 2012年10月27日 - 11月2日  | 2012年10月31日 |
| M10  | 素敵な三角関係         | 峯岸、宮澤、横山、北原、松井、指原 | 指原       | 秋元康 | 上杉洋史     | 生田真心       | 2012年11月3日 - 11月9日   | 2012年11月7日  |
| M11  | 旅立ちのとき           | 全員                               | 前田・大島 | 秋元康 | YORI         | 野中“まさ”雄一 | 2012年11月10日 - 11月16日 | 2012年11月14日 |
| M12  | AKBフェスティバル      | 全員                               | 前田       | 秋元康 | つじたかひろ | 武藤星児       | 2012年11月17日 - 11月23日 | 2012年11月21日 |

なお2012年11月24日以降は1時間毎に全12曲を順次1曲ずつ公演している。

### 重力シンパシー公演（ぱちスロAKB48）
CRぱちんこAKB48の重力シンパシー公演を引き継ぐ形でぱちスロAKB48で重力シンパシー公演M13より開始。

#### 公演曲
| 公演 | 公演曲              | 参加メンバー                                   | センター   | 作詞   | 作曲           | 編曲           | 公演日程 | リリース日    |
| ---- | ------------------- | ---------------------------------------------- | ---------- | ------ | -------------- | -------------- | -------- | ------------- |
| M13  | キミが思ってるより… | 全員                                           | 前田・大島 | 秋元康 | 田靡達也       | 野中“まさ”雄一 | -        | 2013年7月16日 |
| M14  | デッサン            | 高橋、指原                                     | なし       | 秋元康 | 酒井康男       | 酒井康男       | -        | 2013年8月3日  |
| M15  | ハートのベクトル    | 篠田、前田、柏木、松井、島崎、横山             | 篠田       | 秋元康 | 緒形真平       | ハマサキユウジ | -        | 2013年8月17日 |
| M16  | 女神はどこで微笑む? | 板野、大島、北原、小嶋、高城、峯岸、宮澤、渡辺 | 大島       | 秋元康 | フジノタカフミ | 野中“まさ”雄一 | -        | 2013年8月31日 |

パチンコ版と同様にRTC機能を搭載し、全台一斉に公演が行われる。ただしパチンコ版とは間隔が異なり、およそ2〜4時間に1回となっている。2013年9月14日以降は1曲ずつメドレーで流れる。

### バラの儀式公演
2014年版のチームサプライズの公演。

#### 公演曲
| 公演 | 公演曲                                    | 参加メンバー                 | センター     | 作詞   | 作曲         | 編曲            | 公演日程         | リリース日     |
| ---- | ----------------------------------------- | ---------------------------- | ------------ | ------ | ------------ | --------------- | ---------------- | -------------- |
| M1   | 未来が目にしみる                          | 全員                         | 大島         | 秋元康 | 川浦正大     | 武藤星児        | 導入日 -         | 2014年9月6日   |
| M2   | ハングリーライオン                        | 大島、篠田、小嶋、高城       | 大島         | 秋元康 | すみだしんや | REO             | 2014年9月6日 -   | 2014年9月6日   |
| M3   | 夢を見るなら                              | 高橋、板野                   | なし         | 秋元康 | 丸山真由子   | 丸山真由子      | 2014年9月13日 -  | 2014年9月13日  |
| M4   | 初恋の鍵                                  | 渡辺麻、島崎                 | なし         | 秋元康 | つじたかひろ | 後藤康二        | 2014年9月20日 -  | 2014年9月20日  |
| M5   | 愛しさを丸めて                            | 柏木、小嶋、横山             | 柏木         | 秋元康 | 上田晃司     | 島崎貴光        | 2014年9月27日 -  | 2014年9月27日  |
| M6   | 幼稚園の先生                              | 渡辺麻、指原、渡辺美         | 渡辺麻       | 秋元康 | 吉富小百合   | 増田武史        | 2014年10月4日 -  | 2014年10月4日  |
| M7   | Hell or Heaven                            | 高橋、山本、松井             | 高橋         | 秋元康 | 酒井ミキオ   | 酒井ミキオ      | 2014年10月11日 - | 2014年10月11日 |
| M8   | 最後にアイスミルクを飲んだのはいつだろう? | 篠田、峯岸、北原、高城       | 篠田         | 秋元康 | 佐々木裕     | 佐々木裕        | 2014年10月18日 - | 2014年10月18日 |
| M9   | ときめきアンティーク                      | 島崎、指原、渡辺美           | 島崎         | 秋元康 | 渡辺淳       | 渡辺淳          | 2014年10月25日 - | 2014年10月25日 |
| M10  | 誰が2人を出会わせたのか?                  | 板野、横山、山本             | 板野         | 秋元康 | 上田起士     | 武藤星児        | 2014年11月1日 -  | 2014年11月1日  |
| M11  | 失恋同盟                                  | 大島、柏木、松井、北原、峯岸 | 大島         | 秋元康 | 斉門         | YASUHITO YAMADA | 2014年11月8日 -  | 2014年11月8日  |
| M12  | バラの儀式                                | 全員                         | 大島・渡辺麻 | 秋元康 | 田中俊亮     | 田中俊亮        | 2014年11月15日 - | 2014年11月15日 |

### バラの儀式公演（ぱちスロAKB48）
CRぱちんこAKB48のバラの儀式公演を引き継ぐ形でぱちスロAKB48でバラの儀式公演M13より開始。

#### 公演曲
| 公演 | 公演曲         | 参加メンバー                                      | センター     | 作詞   | 作曲           | 編曲           | 公演日程 | リリース日     |
| ---- | -------------- | ------------------------------------------------- | ------------ | ------ | -------------- | -------------- | -------- | -------------- |
| M13  | 美しい狩り     | 全員                                              | 大島・渡辺麻 | 秋元康 | 夏海寛         | 佐々木裕       | -        | 2015年11月2日  |
| M14  | 哲学の森       | 指原、島崎、松井、山本、 横山、渡辺美、高城、北原 | 指原・島崎   | 秋元康 | 渡辺淳         | 渡辺淳         | -        | 2015年11月21日 |
| M15  | 愛の川         | 大島、渡辺、柏木、高橋、 篠田、小嶋、板野、峯岸   | 板野         | 秋元康 | 夏海寛         | 田尻尋一       | -        | 2015年11月21日 |
| M16  | ほっぺ、ツネル | 全員                                              | 大島         | 秋元康 | フジノタカフミ | 野中“まさ”雄一 | -        | 2015年11月28日 |

### 勝利の女神公演
2017年版のチームサプライズの公演。

#### 公演曲
| 公演 | 公演曲                 | 参加メンバー | センター       | 作詞   | 作曲         | 編曲         | 公演日程 | 公開日         |
| ---- | ---------------------- | --- | -------------- | ------ | ------------ | ------------ | -------- | -------------- |
| M1   | あなたの代わりはいない | 入山、柏木、加藤玲、川栄、小嶋陽、小嶋真、指原、島崎、 高橋み、松井珠、松井玲、宮脇、山本彩、横山、渡辺麻、渡辺美 | 渡辺麻         | 秋元康 | 渡辺和紀     |              | -        | 2017年9月1日   |
| M2   | ラスベガスで結婚しよう | 入山、加藤玲、小嶋陽、白間、森保                                                                                  | 小嶋陽         | 秋元康 | 藤野翔之     |              | -        | 2017年9月16日  |
| M3   | 下衆な夢               | 高橋み、山本彩 | なし           | 秋元康 | すみだしんや |              | -        | 2017年9月23日  |
| M4   | 君のニュース           | 入山、柏木、加藤玲、川栄、小嶋陽、小嶋真、指原、島崎、 高橋み、松井珠、松井玲、宮脇、山本彩、横山、渡辺麻、渡辺美 | 小嶋陽・高橋み | 秋元康 | 渡辺和紀     |              | -        | 2017年9月30日  |
| M5   | ヘビーローテーション   | 全員 | 渡辺麻         | 秋元康 | 山崎燿       | 田中ユウスケ | -        | 2017年10月7日  |
| M6   | AKBフェスティバル      | 全員 | 渡辺麻         | 秋元康 | つじたかひろ | 武藤星児     | -        | 2017年10月14日 |

### 誇りの丘公演
ぱちスロAKB48の勝利の女神を引き継ぐ形でぱちんこ AKB48-3で誇りの丘公演M7より開始。

#### 公演曲
| 公演 | 公演曲                             | 参加メンバー | センター       | 作詞   | 作曲         | 編曲 | 公演日程 | 公開日         |
| ---- | ---------------------------------- | --- | -------------- | ------ | ------------ | ---- | -------- | -------------- |
| M7   | 誇りの丘                           | 全員 | 渡辺麻         | 秋元康 | つじたかひろ |      | -        | 2018年12月17日 |
| M8   | 話し相手は冷蔵庫                   | 島崎、須藤、松井珠、宮脇                                                                                          | 島崎・松井珠   | 秋元康 | 上田晃司     |      | -        | 2018年12月29日 |
| M9   | 左の腕で連れ去って…                | 川栄、木﨑、兒玉、松井玲、横山、渡辺美                                                                            | 松井玲・横山   | 秋元康 | 田辺恵二     |      | -        | 2019年1月5日   |
| M10  | 祈りはどんな未来もしあわせに変える | 小嶋真、高橋朱、向井地、渡辺麻                                                                                    | 渡辺麻         | 秋元康 | 依光輝久     |      | -        | 2019年1月12日  |
| M11  | 残酷な雨                           | 柏木、指原 | なし           | 秋元康 | 和泉一弥     |      | -        | 2019年1月19日  |
| M12  | やさしさに甘えられない             | 入山、柏木、加藤玲、川栄、小嶋陽、小嶋真、指原、島崎、 高橋み、松井珠、松井玲、宮脇、山本彩、横山、渡辺麻、渡辺美 | 渡辺麻・高橋み | 秋元康 | つじたかひろ |      | -        | 2019年1月26日  |

## 予告演出

### 予告（リーチ前）
主な予告としてLIVEZONE、保留変化予告、チャンス目予告（おみくじ）、五大推し予告、緊急告知予告、上部液晶ミニキャラ演出、連写予告、メモリアルワード予告、フラッシュバック予告、など。

### リーチ
CRぱちんこAKB48では、「ノーマルリーチ」「スーパーリーチ（SP）」「スーパースーパーリーチ（SPSP）」と三段階に別れていて、後半に行くにつれ信頼度が熱くなる。
また別に「特殊リーチ」として、イントロリーチ・AKBチャンス・じゃんけん大会チャンス・突然全回転リーチが存在する。
以下の信頼度の☆は0.5、★は1を示す。

#### ノーマルリーチ
信頼度☆
基本的にここで当ることはなく、ここから発展する。疑似連した場合はノーマルリーチで終わることはない。3、7、48図柄はリーチで疑似連or発展確定。
- 図柄が止まらなければ、下記スーパーリーチへ（ただし中央停止後にミニキャラリーチorじゃんけん大会チャンスに行くこともある）。
- 「NEXT」が停止し疑似連演出へ。
- 稀にそのまま図柄が揃い当選（MUSIC RUSHも確定）
- 図柄が揃わず+1コマでハズレ（ただし中央にS図柄は停止してのハズレはない）

#### スーパーリーチ（SP）
CRぱちんこAKB48では、通常パチンコで言うリーチ前半を「SPリーチ」とし、後半を「SPSPリーチ」と解釈する。ここでは前半である「SPリーチ」について定義する。

##### ダンスリーチ
信頼度☆
図柄によってキャラクター・曲が異なる。信頼度はかなり低いが中図柄に「S」停止で「SPSPリーチ」へ発展。外れても「じゃんけん大会チャンス」へ発展することがある。タイトル色とステージ色で信頼度がわずかながら変化する。タイトル金色か、図柄とダンサーが一致しない場合は法則崩れで大当りとなる。
| 図柄   | ダンサー   | リーチ楽曲                 |
| ------ | ---------- | -------------------------- |
| 1図柄  | 渡辺麻友   | 初日                       |
| 2図柄  | 宮澤佐江   | Baby!Baby!Baby!            |
| 3図柄  | 大島優子   | エンドロール               |
| 4図柄  | 島崎遥香   | 黄金センター               |
| 5図柄  | 篠田麻里子 | サボテンとゴールドラッシュ |
| 6図柄  | 高城亜樹   | 君のことが好きだから       |
| 7図柄  | 前田敦子   | スカート、ひらり           |
| 8図柄  | 北原里英   | ロッカールームボーイ       |
| 9図柄  | 松井玲奈   | 盗まれた唇                 |
| 10図柄 | 峯岸みなみ | ロマンス、イラネ           |
| 11図柄 | 指原莉乃   | 愛しきナターシャ           |
| 12図柄 | 横山由依   | 偶然の十字路               |
| A図柄  | 小嶋陽菜   | ハート型ウイルス           |
| K図柄  | 板野友美   | 毒蜘蛛                     |
| B図柄  | 柏木由紀   | 口移しのチョコレート       |
| 48図柄 | 高橋みなみ | 愛しさのアクセル           |

##### ミニキャラリーチ
信頼度☆
ルーレット演出以外では中央図柄が+1コマで停止すると画面が切り替わって発展することがある。楽曲とともにミニキャラが登場する。曲によっての差はないが、信頼度はかなり低い。ただし中図柄に「S」停止で「SPSPリーチ」へ発展、「じゃんけん大会チャンス」図柄停止で「じゃんけん大会チャンス」へ発展することがある。
| リーチ楽曲       | 演出                                                                                 |
| ---------------- | ------------------------------------------------------------------------------------ |
| フライングゲット | 前田敦子のミニキャラが中図柄と格闘する。                                             |
| 風は吹いている   | 渡辺麻友・板野友美・高城亜樹のミニキャラがドアの前で祈り、ドアから中図柄が登場する。 |
| 上からマリコ     | 篠田麻里子のミニキャラが中図柄を上から取る。                                         |

##### キャラSPリーチ
信頼度★
アニメキャラによるミュージックリーチ。
信頼度は低いが、中図柄に「S」停止で「SPSPリーチ」へ発展。外れても「じゃんけん大会チャンス」へ発展することがある。
曲名のテロップが、白＜赤＜金で熱く金ならSPSP発展か大当たり濃厚。
1図柄のリーチはSPSP発展か大当たり濃厚（じゃんけん大会チャンス発展を除く）。
- 会いたかった
- 大声ダイヤモンド
- 10年桜
- 涙サプライズ!
- ヘビーローテーション
- Beginner
- Everyday、カチューシャ

##### AKB48SPリーチ
信頼度★☆
ミュージックビデオや興奮のライブ映像のリーチ。基本的に、上記「キャラSPリーチ」の実写版である。
信頼度は低いが、中図柄に「S」停止で「SPSPリーチ」へ発展。外れても「じゃんけん大会チャンス」へ発展することがある。
曲名のテロップが、白＜赤＜金で熱く金ならSPSP発展か大当たり濃厚。
1図柄のリーチはSPSP発展か大当たり濃厚（じゃんけん大会チャンス発展を除く）。
- 会いたかった
- 大声ダイヤモンド
- 10年桜
- 涙サプライズ!
- ヘビーローテーション
- Beginner
- Everyday、カチューシャ

#### スーパースーパーリーチ（SPSP）
基本的には、SPリーチから発展する。
AKB48SPリーチと混同しやすいが、SPSPリーチはAKBロゴがリズムに合わせて動いている。
リーチのタイトル色が、白＜赤＜金の順、歌詞が白＜赤で期待度がアップする（チームサプライズSPSPリーチはタイトル色による期待度アップパターンはなし）。
ミュージックビデオSPSP、ライブSPSPリーチではリーチ中にボタンカットインがあり、橙＜緑＜赤の順で熱いが、ミニキャラ群予告・超絶カットイン予告が発生することもある。また、リーチ中のカットインでボタンを押すところでAKBスパークが落下すれば大当り確定となる。このカットインボタンでサプライズボタンが発生すると超絶カットイン発生か、AKBスパークが落下する。
チームサプライズSPSPリーチの場合カットインボタンは発生しないが、リーチ中にミニキャラ群予告、超絶カットイン予告が発生したり、AKBスパークが発生する場合がある。
ミュージックビデオ・ライブ・チームサプライズSPSPリーチ終盤には必ずボタン予告が発生し、ここでサプライズボタンが発生することがあり、発生すると期待度が急上昇する。
また、よっしゃあいくぞぉ！SPSPリーチではカットインはタイミング良くボタンを5回押さないと出現しない（文字の色が橙＜緑＜赤の順で熱いが、タイミングよく押して5つともGOODで揃えたらミニキャラ群予告・超絶カットイン予告が発生する）。
突入する契機は5種類存在する。
1. SPリーチ中図柄に「S」が停止し発展
2. 通常リーチから48フラッシュ経由での突入[注釈 7]（SPリーチを経由しない場合、SPリーチを経由する場合ともにあり）
3. S図柄でリーチ発生　⇒チームサプライズSPSPリーチ（重力シンパシー）確定
4. 新・公演曲あおり予告でリーチ発生　⇒チームサプライズSPSPリーチ確定
5. よっしゃぁいくぞぉ!!予告でリーチがかかり、もういっちょいくぞぉ!!停止にてSPSPに発展

| 信頼度 | リーチ楽曲                 | 備考 |
| ------ | -------------------------- | --- |
| ★★☆    | 桜の木になろう             | ミュージックビデオSPSPリーチ。ハズレ図柄は-1コマ |
| ★★☆    | 風は吹いている             | ミュージックビデオSPSPリーチ。ハズレ図柄は-1コマ |
| ★★★    | RIVER                      | ミュージックビデオSPSPリーチ。ハズレ図柄は-1コマ |
| ★★★    | 会いたかった               | ライブSPSPリーチ。ハズレ図柄は-1コマ |
| ★★★☆   | 大声ダイヤモンド           | ライブSPSPリーチ。ハズレ図柄は+1コマ |
| ★★★☆   | 10年桜                     | ライブSPSPリーチ。ハズレ図柄は+1コマ |
| ★★★☆   | ヘビーローテーション       | ライブSPSPリーチ。ハズレ図柄は-1コマ |
| ★★★★   | チームサプライズSPSPリーチ | 本機最強リーチ。※現在の公演曲がリーチ曲となる。ハズレ図柄は+1コマ                                                                                                   |
| ★★☆    | チャンスの順番             | よっしゃぁいくぞぉ!!経由のみ。ハズレ図柄は発展前は-3コマ、発展後は-1コマ、以下同文。                                                                                |
| ★★☆    | AKB参上！                  | よっしゃぁいくぞぉ!!経由のみ |
| ★★★    | フライングゲット           | よっしゃぁいくぞぉ!!経由のみ |
| ★★★☆   | ポニーテールとシュシュ     | よっしゃぁいくぞぉ!!経由のみ |
| ★★★★   | 重力シンパシー             | よっしゃぁいくぞぉ!!経由・S図柄リーチ 「よっしゃぁいくぞぉ!!」経由はチームサプライズSPSPリーチとは別扱い（ぱちログではチームサプライズSPSPリーチとして扱われる） 。 |

ハズレが-1コマのリーチは1図柄で、ハズレが+1コマのリーチは48図柄でのリーチなら大当り確定となる。また、3図柄はよっしゃあいくぞぉ！リーチ前半まで発展すれば後半に発展する（中央S図柄停止でのハズレは存在しないため）。

#### 特殊リーチ

##### イントロリーチ
信頼度★★☆
イントロ予告からのみ発展する。
イントロ予告では、青＜黄＜赤（稀に虹色、大当り+MR確定）の順で熱く、NEXT擬似連演出も起こることがある。赤イントロか疑似連が発生した場合はリーチも確定する。
タイトルテロップが白＜赤＜金の順で熱く、楽曲による信頼度の差異はない。いずれもリーチハズレコマは-1コマとなる。
ただし、イントロが流れてもリーチにならなければリーチとして扱われない（保留変化・疑似連演出・タイトルテロップ変化などがあれば必ずリーチとなる）。
リーチとなった後にボタン演出があり、カットイン色によって信頼度が変化する（白＜青＜黄＜橙＜緑＜赤の順で熱いが、ミニキャラ群予告・超絶カットイン予告が発生することもある。また、このリーチでは落下しないAKBスパークがボタンを押したときに落下すれば大当りとなる）。
| リーチ楽曲    | 備考        |
| ------------- | ----------- |
| 言い訳Maybe   |             |
| バンザイVenus | SKE48の楽曲 |
| 絶滅黒髪少女  | NMB48の楽曲 |

左or右にS図柄は停止しないため、48図柄であおればリーチ確定、1図柄であおればリーチ確定だけでなく、大当り確定となる（中央S図柄停止でのハズレは存在しないため）。

##### AKBチャンス
信頼度★★★☆
図柄がA・K・Bと順に停止すると発展する（推しメンモードのみノーマルリーチから発展することがある）。
「A」「K」「B」の好きなチームリーチを選択することができる。
| 選択図柄 | リーチ楽曲  | リーチ演出 |
| -------- | ----------- | --- |
| A        | Pioneer     | ボタンを長押しし、ゲージの貯め具合で信頼度が変化する。最後にボタンを押しAだと大当たり                              |
| K        | RESET       | ボタンを押すたびにボタンレベルが上昇し高さで信頼度が変化する（チャンスは4回）。最後に上昇ボタンを押しKだと大当たり |
| B        | チームB推し | A・K・48図柄がB図柄に変化していき、B図柄の多さで信頼度が変化する。最終的にボタンを押してBで止まれば大当たり        |

いずれもサプライズボタン発生の可能性がある。チームKリーチの場合は発生したら大当りとなる。
チームBリーチはハズレ3つの図柄がすべてBに変わるか、1つも増えなかったら大当りとなる。

##### じゃんけん大会チャンス
信頼度★★～★★★★
ルーレット演出、ブラックアウト後のムービー予告及びSPリーチ外れ（ミニキャラリーチはじゃんけん大会図柄停止）から発展する。
選抜じゃんけん大会本戦を再現したリーチで、対戦相手にじゃんけんで勝てば大当たり。
- 最初の2回は必ずあいこになり、グー＜パー＜チョキの順で熱い。2回ともに同じあいこの場合は期待度が高くなる。
- 3回目の直前に火柱が上がり、白＜青＜黄＜緑＜赤の順で熱い。稀に虹色になることがあるが、この場合は大当り確定し、MRも確定する。
- サプライズボタン発生の可能性もある。

選抜入りしたら「じゃんけんボーナス」となり、大当たりラウンド中に決勝戦が行われ、再度勝てば（稀に負けても48フラッシュが作動し）MUSIC RUSH突入となる。『バラの儀式』ではこれが実写によって行われる。
じゃんけん大会チャンスで敗北後に復活（AKBスパーク落下）のこともあるが、この場合はMUSIC BONUSとなる（ぱちログではじゃんけんボーナスとして扱われる）。
図柄は液晶左上で回転している。じゃんけん大会チャンスあおり演出経由ではリーチとして扱われず3つの図柄が高速変動しているが、大当り時は揃う。リーチハズレ経由の場合から発展の場合はハズレ時は+1コマでハズレとなるため、48図柄でじゃんけん大会チャンスになれば大当りとなるだけでなく、MR確定となる。
なお、このリーチ・じゃんけんボーナスでは選択した推しメンによって対戦相手別の勝利期待度に大きな差がある。

##### 突然全回転リーチ
信頼度★★★★★
あらゆるタイミングで突然シャッターが閉まり、全回転が開始する。S図柄で大当たりし、MR突入も約束される。
全回転中は、AKB48の7年間の軌跡の映像が流れる（2012年の前田敦子の卒業発表の様子も収録されている）。

##### 篠田麻里子・板野友美卒業全回転リーチ
信頼度★★★★★
あらゆるタイミングで突然シャッターが閉まり、全回転が開始する。S図柄で大当たりし、MR突入も約束される。
全回転中、篠田麻里子卒業全回転リーチは篠田麻里子の軌跡が、板野友美卒業全回転は板野友美の軌跡が流れる。

### MUSIC RUSH CHALLENGE（通常時）
通常時、フットライトに「RUSH」が表示された場合のみ発展。
現在の公演曲によって絵が完成したり、特別な扉が閉まったり、カットインが入るなど開始予告やゲーム内容が変化する。
失敗しても最終的にAKBスパークが発生すればMR突入（出玉なし）。
参考までにMUSIC RUSH CHALLENGE成功時には、液晶の図柄が『S・S・48』で停止する。
| リーチ楽曲              | 内容 |
| ----------------------- | --- |
| 重力シンパシー          | タイミング良くボタンを押し、最後は連打でゲージがMAXになれば成功                                                                                  |
| ☆水曜日のアリス         | 5枚のカードからボタンで1枚を選択し、MUSIC RUSH が描かれていれば成功。MUSIC RUSHカードの多さで信頼度が変化する                                    |
| そのままで              | 最初にスプレー缶を選択（白＜青＜黄＜橙＜緑＜赤の順で熱い）。Hの字を描くときボタンを長押しし、上手く描ければ成功                                  |
| 涙に沈む太陽            | 3回に分けてボタンを連打し、MUSIC RUSHが全点灯すれば成功。2回目まではコメント内容で信頼度が変化する                                               |
| ☆君のC/W                | タイミング良くボタンを押し、3回目でMUSIC RUSH が撮影出来れば成功。2回目まではコメントと色で信頼度が変化する                                      |
| ☆1994年の雷鳴           | ボタンを長押ししパワーを溜め（白＜青＜黄＜橙＜緑＜赤の順で熱い）、最後にボタンを押してAKBスパークが発生すれば成功                                |
| ☆思い出す度につらくなる | 6個の音符入りクリスタルからボタンで1個を選択し、MUSIC RUSH が描かれていれば成功。MUSIC RUSHクリスタルの多さで信頼度が変化する                    |
| ☆お手上げララバイ       | ビリヤードの要領でタイミング良くボタンを押し、H のボールを落とせたら成功。速度と文字で信頼度が変化する                                           |
| ☆キンモクセイ           | ボタンを押してキンモクセイの花弁を集める。9枚集めれば成功。チャンスは5回で、4回目までの花弁の数で信頼度が変化する                                |
| 素敵な三角関係          | タイミング良くボタンを押し、最終的に6人分点灯れば成功。チャンスは3回を1セットとし×8セット。7セット目での時に何枚点灯しているかで信頼度が変化する |
| 旅立ちのとき            | ボタンを長押ししパワーを溜め（白＜青＜黄＜橙＜緑＜赤の順で熱い）、AKBスパークが発生すれば成功                                                    |
| AKBフェスティバル       | タイミング良くボタンを押し、最後は連打で人数が100人になれば成功                                                                                  |

☆印は最終ボタンでサプライズボタン発生（ボタン浮上）がある。

### 公演中
電源を入れたところからカウントダウンを開始し、1時間に1回、重力シンパシー公演が全台同時に行われる。公演中はパト・ウイングが展開される。公演は、開始およそ1分前の「スタンバイモード」からはじまり、その後約4分間の重力シンパシー公演となる。
　1時間に1回流れる重力シンパシー公演中は、液晶下のドットで展開されていく。リーチはノーマルリーチ、ロングリーチ（3種類）、SPリーチ（フィッシングSP、UFOSP、シューティングSP）、SPSPリーチ（フィッシングSPSP、UFOSPSP、シューティングSPSP）、全員集合SPSPリーチが搭載されている。
　SPリーチ、SPSPリーチ、全員集合SPSPリーチの前にルーレットがあり、ルーレットにより発展先が決まる。稀にMUSIC RUSH図柄、京楽マークに止まる時があり、その場合はMR確定。
　基本的にSPリーチから発展するときは、同じリーチのSPSPリーチになるが、全員集合SPSPリーチになることもある。
　なお、S図柄リーチはルーレットが全て全員集合SPSPリーチになる。
　また、疑似連続予告も搭載されているが、通常状態と異なるのは、変動が止まらない「ロング変動」が搭載されていることである。長い時は1分間くらい変動が止まらないことがある。稀にロング変動からいきなり図柄が3つ揃った状態で停止することがある。
　なお、大当り中、MR中でも公演中は重力シンパシー公演の曲から変更することはできない。
　ぱちログでの「公演中に大当り」の定義は、液晶演出・変動開始時ではなく、大当りがはじまったときの時間で扱われる。

## 大当たり

### 大当たりの種類
本機の大当たりは4つに区分される。大当り中は曲の変更ができる（ただし公演中は変更できない）。

#### SUPER MUSIC BONUS（15ラウンド・MR確定）
本機一番の出玉が得られる大当たり。
MR中の大当たり時、どの場面でもAKBスパークが発生すれば15ラウンド＆MR継続確定。
ぱちログ結果画面では、SUPER MUSIC BONUSは大当り直後・4ラウンドまでのラウンド終了後にAKBスパーク発生のAパターンと、MUSIC RUSH CHALLENGE直後・8ラウンド終了後のどちらかでAKBスパーク発生のBパターンがあり、AとBで分けられる（SUPER MUSIC BONUSの発生回数は共通）。Aパターンのみ8ラウンド目に経験値獲得演出が発生する。このAとBのパターンの違い（アタッカー開放パターン）については下記の大当たりのラウンド数についてで説明する。

#### MUSIC BONUS（4ラウンドor8ラウンド）
いわゆる通常大当たり。
4ラウンド目終了後はMUSIC RUSH CHALLENGEに移行。この間はアタッカーは高速開放する。
MR中は4ラウンドまで・MUSIC RUSH CHALLENGE直後・8ラウンド終了後にAKBスパークが落下すればSUPER MUSIC BONUSに昇格となる。
通常時は「アンコールラウンド」に入った瞬間に8R通常が確定する。

#### じゃんけんボーナス（4ラウンドor8ラウンド）
通常時の初当たりに限り、じゃんけん大会チャンスに勝利した場合のみ突入する（敗北時復活はMUSIC BONUS）。
4ラウンド目終了後はじゃんけん大会決勝戦に移行し、再度勝てばMR確定。
じゃんけんボーナスに限り、RTC機能（公演中）よりこちらの演出が優先される。また、楽曲（チャンスの順番）の変更はできないが、敗北時のアンコールラウンドでは選択可能となる。

#### 推しメンROUND（4ラウンド・MR確定）
大当たり時に「推しメン超絶カットイン」が発生した場合のみ突入する（大当たりの瞬間or1～4ラウンドまでの間。S図柄、3，7，48図柄での大当たりは大当たりの瞬間）。その後は推しメンのカットインがラウンドごとに切り替わる（公演中は最初のカットインのみ発生するが、ラウンドごとのカットインは出ない）。ぱちログで推しメンレベルが500に達すると特別なムービーが見られる。
基本的には4ラウンドだが、MR中のみ高速開放を経由してSUPER MUSIC BONUSに昇格する可能性がある。

### MUSIC RUSH CHALLENGE（大当たり中）
MUSIC BONUSの4ラウンド消化後に必ず発生する（ただしSUPER MUSIC BONUS Aパターンの一部は4ラウンド終了後にAKBスパーク落下する可能性がある）。
最初のMUSIC RUSH CHALLENGE画面の背景色とゲーム内容によって期待度が変化し、背景色は青＜緑＜赤、アイコンが青＜赤の順に熱い（金色のミックス48はMR確定）。ただし、稀に背景色またはアイコンが虹色の場合もあり、この場合はMR確定となる。
最終的に48フラッシュが発生すればMR確定。ただし、MUSIC RUSH中に限り、48フラッシュ直後にAKBスパーク発生の可能性もある。
48フラッシュが発生しなかった場合は基本的にアンコールラウンドの5～8ラウンド消化→MR非突入となるが、復活パターン（4ラウンド後のみ（ヘソ入賞で当選は8ラウンド終了後に）48フラッシュ、MUSIC RUSH中に限りアンコールラウンド開始前or終了後にAKBスパーク発生もある）もあり。
大当たりラウンド中にハンドルから手元に風即ち「エアバイブ」発動はMR確定。ただし１５R確定ではない（「アンコールラウンド」中の発生は１５R確定）。
| 色 | ゲーム                 | ゲーム説明                                                                                                 |
| -- | ---------------------- | --- |
| 青 | カウントアップ48       | ボタンを連打し、48まで辿り着けばMR確定。最初の1回目のボタンで進んだ数で信頼度が変化する。                  |
| 青 | ジャストストップ48     | ボタンを押し、48で止まればMR確定。ゾロ目が出るとMR確定、77が出ると15R確定。                                |
| 青 | フットライトRUSH       | ボタンを連打し、4つのフットライトをすべて点灯させればMR確定。信頼度UPパターンはない。                      |
| 赤 | 一発入魂48             | ボタンを押し、48フラッシュが発生すればMR確定。ボタン発生前のエフェクト色で信頼度が変化する。               |
| 赤 | サプライジングチャンス | ボタンを長押し後一旦離し、再度押して48フラッシュが発生すればMR確定。長押し中の色によって信頼度が変化する。 |
| 金 | ミックス48             | サプライズボタンを押し、MIXの最後『48』を叫ぶことができればMR確定。                                        |

一発入魂48、サプライジングチャンスはサプライズボタン上昇で、ミックス48は必ずサプライズボタン上昇しMR確定となる。
ジャストストップ48は一度でもゾロ目が停止すればMR確定となる。（左に4or右に8のいずれかが停止するとチャンス目となる）。
なお、ミックス48以外は失敗しても、48フラッシュが遅れて発生したり、AKBスパークが落下してSUPER MUSIC BONUSになることがある。

### 大当たりのラウンド数について
本機種の大当たりラウンド数はヘソおよびミニアタッカー入賞時の抽選での大当たり（旧・第1種の図柄揃いによる当たり）の場合15ラウンド、盤面右側の役物入賞（旧・第2種のVゾーン入賞による大当たり）の場合16ラウンドとなっている（大当たり時に盤面左下の「15」・「16」いずれかのLEDが点灯する）。なお役物入賞の大当たりに関しては役物入賞時が1ラウンド目となるために、結果的には盤面右下のアタッカー開放はいずれの場合も15ラウンドという事になる。
ただし1ラウンドあたりの開放は10カウント（及び一定時間）までのロング開放と、一瞬だけのショート開放（開閉回数は1回と複数回の場合あり）の場合があり、これらを組み合わせて15ラウンドとなる事で次のようなアタッカー開放パターンおよび出玉の差が生じる。なお以降の表記は内部的なラウンドの扱いである（旧・第2種のVゾーン入賞による16ラウンド大当たりに関しては、最初の1ラウンド目を除外するものとして記述する）。
- 実質0ラウンド：ショート開放のみ15回（1-15ラウンド）…通常時のMUSIC RUSH CHALLENGE成功時
- 実質4ラウンド（出玉約500個）：ロング開放4回（1-4ラウンド）＋ショート開放11回（5-15ラウンド）
- 実質8ラウンド（出玉約1000個）：ロング開放4回（1-4ラウンド）＋ショート開放11回（5-11ラウンド）＋ロング開放4回（12-15ラウンド）
- 実質15ラウンドA（出玉約2000個）：ロング開放15回（1-15ラウンド）
  - 液晶上においては、大当たりの時点で15ラウンドが確定する場合と、5ラウンド目の開放までにAKBスパークが発生し15ラウンドへ昇格するパターンがある。いずれの場合にも実質15ラウンドが確定した時点でPフラッシュが発生するうえに、8ラウンド目に液晶上ではぱちログポイントの大量獲得演出が発生する。
- 実質15ラウンドB（出玉約2000個）：ロング開放4回（1-4ラウンド）＋ショート開放11回（5ラウンド目の一部）＋ロング開放11回（5-15ラウンド）
  - 液晶上においては、ショート開放11回の後にPフラッシュを伴わずAKBスパークが発生し15ラウンドへ昇格するパターンと、アンコールラウンドに突入し8ラウンド目が終了した後にPフラッシュを伴ったAKBスパークが発生し15ラウンドへ昇格するパターンがある。いずれの場合にも8ラウンド目のぱちログポイント大量獲得演出は発生しない。

これにより実質4ラウンド・実質8ラウンド・実質15ラウンドBは、大当たり中のMUSIC RUSH CHALLENGE演出の間は常にショート開放11回と同じであるために液晶上は途中でのこれらの判別は不可能である。
しかし実質15ラウンドBのアンコールラウンド経由の場合はMUSIC RUSH CHALLENGE演出中のショート開放11回と次のロング開放の1回目までが内部的に5ラウンド目であることを逆に利用することで、MUSIC RUSH中の大当たりの場合にこの見た目上の5ラウンド目のロング開放（盤面上でアンコールラウンドと表示されている段階）で、実質8ラウンドか実質15ラウンドBの一部かの判別は可能である。
MUSIC RUSH CHALLENGE演出中のショート開放11回の間に右打ちを続けアタッカーに球を1個以上拾わせる。こうする事で見た目上の5ラウンド目のロング開放の入賞球数が10個未満（11回のショート開放と5ラウンド目のロング開放の入賞球数の合計が10個になった時点）でアタッカーが閉じると実質15ラウンドBが確定し、見た目上の8ラウンド目の後にPフラッシュを伴ったAKBスパークが発生する。
例として、11回のショート開放での入賞球数が2個だった場合、見た目上の5ラウンド目のロング開放で8個目の入賞（球がアタッカー内部左側のセンサーを通過）した時点でアタッカーが閉まれば実質15ラウンドBが、逆にこの時点でアタッカーが閉まらなければアンコールモード突入（MUSIC RUSH終了）が、それぞれ確定する。

## 収録楽曲
全60曲収録。最初から聴ける曲は数曲だが、パチンコ中に推しメンレベルを上げて、ルーレットで楽曲をゲットすることによって、大当たり中やMR中、通常時問わずのBGMに好きな曲を選ぶことができる。ただし、全曲聴けるようにするためには「ぱちログ」をしてデータセーブしていかなくてはならない。
なお本機新曲の12曲は、公演開始後に楽曲がゲットできるようになっていた（現在は最初から全曲選択可能である）。
また「上からマリコ」「黄金センター」などリーチで採用されていても聴けない楽曲もある。
なお、重力シンパシー公演の12曲はフルコーラス聴くことができるが、その他の曲は一部分の繰り返し（ただし部分的に最初の選択時しか聴けない部分がある）となっている。
ここではパチンコにおいて選曲できる楽曲について明記する。グループについては明記するが、歌唱メンバー名は省略する。
- 会いたかった
- 言い訳Maybe
- 愛しきナターシャ
- 愛しさのアクセル
- ウッホウッホホ
- Everyday、カチューシャ
- 炎上路線
- エンドロール
- AKB参上!
- 大声ダイヤモンド
- オネストマン
- 風は吹いている
- 彼女になれますか？
- 枯葉のステーション（SKE48）
- GIVE ME FIVE!
- 口移しのチョコレート
- 黒い天使
- 桜の木になろう
- サボテンとゴールドラッシュ
- シアターの女神
- 10年桜
- 初日
- 制服レジスタンス
- 絶滅黒髪少女（NMB48）
- チャンスの順番
- チームB推し
- ツンデレ!
- てもでもの涙
- 毒蜘蛛
- 友よ 夜明けに待ち合わせよう
- 涙サプライズ!
- Pioneer
- バンザイVenus（SKE48）
- ハート型ウイルス
- Beginner
- ひこうき雲
- 引っ越しました
- フライングゲット
- Baby! Baby! Baby!
- ヘビーローテーション
- ポニーテールとシュシュ
- みなさんもご一緒に
- 虫のバラード
- 夜風の仕業
- RESET
- RIVER
- ロッカールームボーイ
- 1!2!3!4! ヨロシク!（SKE48）

【本機新曲】
- 重力シンパシー
- 水曜日のアリス
- そのままで
- 涙に沈む太陽
- 君のC/W
- 1994年の雷鳴
- 思い出す度につらくなる
- お手上げララバイ
- キンモクセイ
- 素敵な三角関係
- 旅立ちのとき
- AKBフェスティバル